# David Briggs
David Briggs, född 29 februari 1944 i Douglas, Wyoming, död 26 november 1995, var en amerikansk musikproducent. Han är mest känd för att ha producerat merparten av Neil Youngs album mellan 1968 och 1994.

## Producerade album

### Neil Young
- 1969 – Neil Young
- 1969 – Everybody Knows This Is Nowhere
- 1970 – After the Gold Rush
- 1974 – On the Beach
- 1975 – Tonight's the Night
- 1975 – Zuma
- 1977 – American Stars 'n Bars
- 1978 – Comes a Time
- 1979 – Rust Never Sleeps
- 1979 – Live Rust
- 1981 – Re-ac-tor
- 1982 – Trans
- 1985 – Old Ways
- 1987 – Life
- 1990 – Ragged Glory
- 1991 – Weld
- 1993 – Unplugged
- 1994 – Sleeps with Angels

### Andra artister
- 1969 – Quatrain (Quatrain)
- 1970 – Easy Action (Alice Cooper)
- 1970 – Twelve Dreams of Dr. Sardonicus (Spirit)
- 1970 – Wrong End of the Rainbow (Tom Rush)
- 1971 – Grin (Grin)
- 1972 – 1+1 (Grin)
- 1972 – Feedback (Spirit)
- 1972 – Seven Bridges Road (Steve Young)
- 1973 – All Out (Grin)
- 1973 – Shotgun Willie (Willie Nelson)
- 1974 – Insane Asylum (Kathi McDonald)
- 1975 – Nils Lofgren (Nils Lofgren)
- 1976 – Cry Tough (Nils Lofgren)
- 1992 – Henry's Dream (Nick Cave and the Bad Seeds)
- 1993 – Sand Rubies (Sand Rubies)
- 1995 – Thank You (Royal Trux)
- 1996 – Goodbye to All That (Low & Sweet Orchestra)